# Isis Kingue
Isis Kingue de son vrai nom Thérèse Judith Kingue née le 26 avril 1990 à Mbanga une localité située à quelques kilomètres de Douala, est une auteure et compositrice camerounaise.

## Biographie

### Enfance et débuts
Isis Kingue est née en 1990 à  Mbanga dans la région du littoral d’un grand-père maître de chœur et se frotte ainsi très tôt à la musique. En grandissant, elle s’intéresse de plus en plus à cette passion familiale. Elle découvre le microphone, les chœurs et les instruments de musique en intégrant à l'âge de 5 ans, un groupe de chant dirigé par son grand-père. Elle est sollicitée pour faire des accompagnements vocaux en studio et attire l'attention de Pharaoh Amun Ra, un musicien camerounais à qui elle doit le nom de Isis, en référence à la reine de la mythologie égyptienne qui incarne la nativité, associé à son patronyme Kingue qui signifie princesse.

### Carrière musicale
En 2013 elle participe à la fête de la musique à l'institut français du Cameroun, un évènement qui contribue à la professionnalisation de sa carrière. 
En 2014  après plusieurs concerts, Isis Kingue adopte un style propre à elle, aux influences afro-pop, soul, blues, jazz, qui permet aux organisateurs du festival amstel afro-jazz à l'inviter.
L'année 2015, elle met sur le marché son premier single, suivi du second l'année d'après. Et en fin 2017 elle sort un album de 8 titres.
Invitée à prendre part au Marché des Arts et du Spectacle d'Abidjan (MASA) début 2020, Isis Kingue prolonge son séjour à cause de la crise sanitaire de Covid-19 qui bat son plein. Durant cette période, elle fait la rencontre du musicien Oguy Solo avec qui elle collabore.
En 2021, toujours en pleine crise sanitaire elle collabore avec le chanteur congolais Gaz Mawete. Depuis la fin de la pandémie, elle poursuit sa carrière entre le Cameroun son pays natal et la Côte d'ivoire sa terre d'accueil .

## Discographie

### Singles
- 2016: Mbonji
- 2020: Je suis bloquée[5]
- 2021: Illogique
- 2021: Chekele
- 2022: Verser[6]

### Collaborations
- 2021: Shake it avec Fanicko
- 2021: Ndolo avec Gaz Mawete[4]
- 2022: Ma saison avec Bénédiction
- 2023: Téléphone avec Mareshal dj

## Nominations

### En 2022
- Primud: catégorie étoile montante variété urbaine[7].

- Balafon Music Awards: Catégorie chansons d'inspiration religieuse[8].
- African Talent Awards: Best Vidéo 2022 (Ma maison feat Bénédiction)
- African Talent Awards: Best collaboration (Ma maison feat Bénédiction)
- Sgbc Award :Catégorie meilleure artiste gospel

### En 2021
- Best Urbanartist

- Best Female Artiste

SGBC AWARD 2022 :